# Shangchuan Dao
Shangchuan Dao (kinesiska: 上川岛) är en ö i Kina. Den ligger i provinsen Guangdong, i den sydöstra delen av landet, 2 100 km söder om huvudstaden Peking. Arean är 137 kvadratkilometer.
Ön är mest känd som dödsplats för den spanske missionären Frans Xavier.